# Offener Immobilienfonds

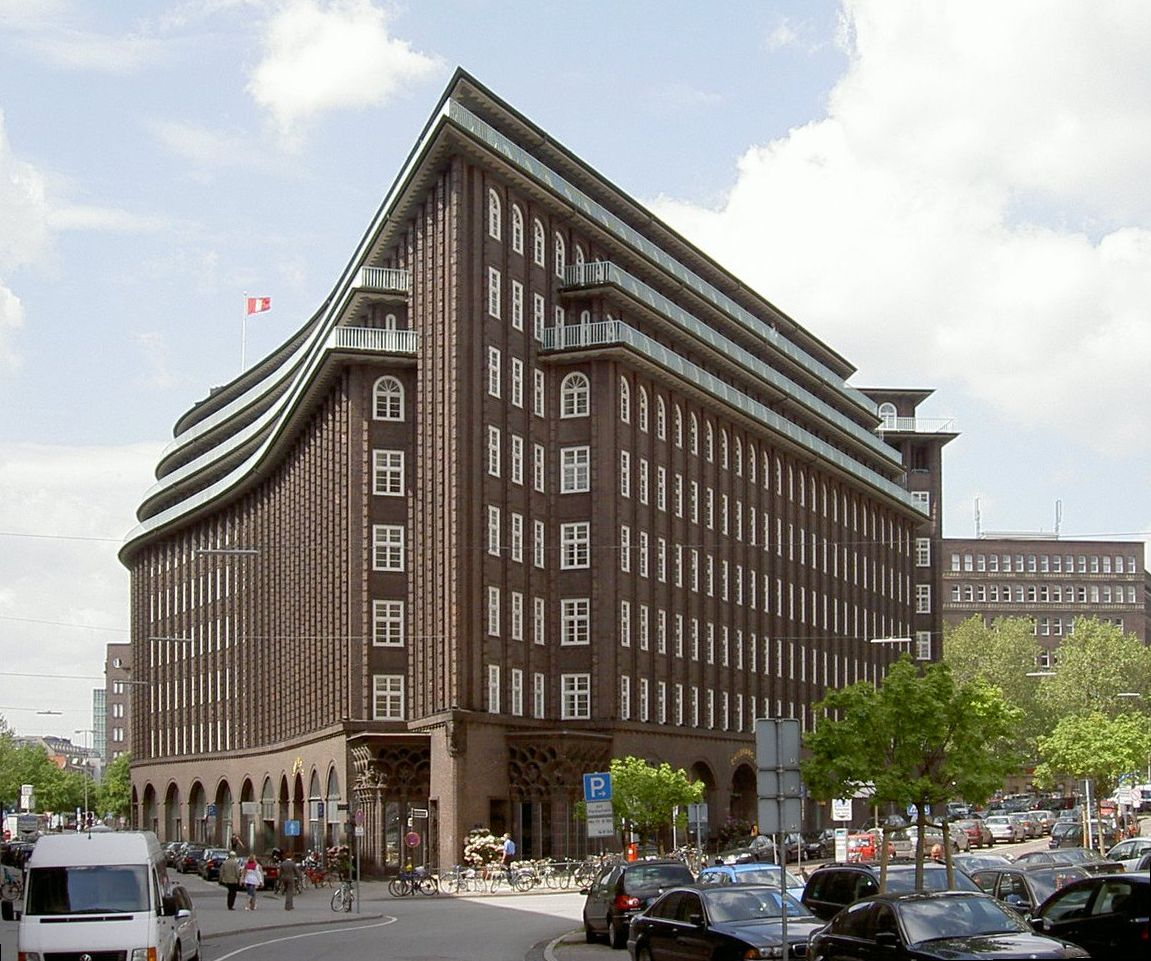
Das Hamburger Chilehaus gehört einem offenen Immobilienfonds

Offene Immobilienfonds (OIF) sind offene Investmentfonds, die es Kapitalanlegern ermöglichen, sich mit verhältnismäßig kleinen Beträgen an Immobilien zu beteiligen. Neben offenen Immobilienfonds gibt es geschlossene Immobilienfonds.

## Merkmale
Bei einem offenen Immobilienfonds handelt es sich um Grundstücks-Sondervermögen, welches je nach Fondsgröße auf eine bestimmte Anzahl an Immobilien verteilt werden muss.
Offene Immobilienfonds kaufen hauptsächlich Gewerbeimmobilien (meist Bürohäuser oder Einzelhandelsimmobilien) und versuchen, durch Mieterträge und Wertsteigerungen der Objekte Erträge zu erwirtschaften. Ziel ist es, Immobilien auch für Kleinanleger börsentäglich verfügbar zu machen. Da die Fondsanteile jederzeit gekauft oder verkauft werden können, investieren die Fondsmanager das Geld der Anleger deshalb nicht nur in Gebäude und Grundstücke, sondern auch in Zinspapiere oder ähnliche schnell verfügbare Anlagen. Die Liquiditätsreserve des Fonds muss mindestens 5 % des Fondsvermögens betragen, darf aber höchstens auf 49 % steigen. Die Kapitalanlagegesellschaft ist verpflichtet, einen Fonds zeitweilig zu schließen, wenn die Liquiditätsreserve weniger als 5 % des Fondsvermögens ausmacht. Das Risiko, dass dies geschieht, wird Aussetzrisiko genannt, bei der Anlegerberatung muss der Anleger ungefragt über dieses Risiko aufgeklärt werden.
Das Fondsvermögen wird von einer KVG, einer sogenannten Kapitalverwaltungsgesellschaft verwaltet. Die KVG gilt dabei als Spezialkreditinstitut und unterliegt der Kontrolle durch die Bundesanstalt für Finanzdienstleistungsaufsicht (BaFin). Das Sondervermögen selbst ist nicht rechtsfähig, sondern wird durch die KVG vertreten.
Wenn mehr Fondsanteile zurückgegeben werden (aus der Sicht des Fonds eine sogenannte „Anteilsrücknahme“) als flüssige Mittel vorhanden sind, darf der Fonds entweder Fremdkapital aufnehmen, was die Rendite belastet, oder muss Immobilien verkaufen.
Ein Problem entsteht, wenn die Mittelabflüsse hoch sind und deshalb schnell viele Objekte verkauft werden müssen. Der Verkaufsdruck mindert den am Markt erzielbaren Preis. Sinkt der erzielbare Preis unter den vom Gutachter festgestellten Wert, ist ein Verkauf nicht mehr zulässig. Oft können dann nur die ertragsstarken Objekte veräußert werden, was die Rendite des Fonds weiter belastet. Zur Minderung des Problems gilt ab April 2011 für große Anleger eine 2-jährige Mindesthaltefrist und eine einjährige Kündigungsfrist (siehe unten).
Die Kapitalanlage in Immobilienfonds kann je nach Struktur des Fonds steuerliche Vorteile bieten. Ein Teil des Gewinns eines Immobilienfonds basiert auf Wertsteigerungen der Objekte. Dieser Teil ist steuerfrei. Der restliche, auf die Mieteinnahmen entfallende Gewinn, wird als Einkünfte aus Kapitalvermögen besteuert. Werden diese Einkünfte in Ländern erzielt, mit denen Doppelbesteuerungsabkommen bestehen, so sind diese – eventuell unter Beachtung des Progressionsvorbehalts – steuerfrei. Immobilienfonds, die nur im Ausland investiert sind, können auf diese Weise Ausschüttungen mit bis zu 100 % Steuerfreiheit erzielen.

### Fondsvermögen
Die Fonds sammeln Geld für gewerbliche Liegenschaften wie Bürohäuser, Einkaufszentren, Hotels und Stadtquartiere. Wohnimmobilien spielen nur eine marginale Rolle. Es wird sowohl in bestehende Immobilien als auch in Projektentwicklungen investiert. Die Fonds verfügen oft über mehr als 150 bebaute und unbebaute Grundstücke sowie grundstücksgleiche Rechte an verschiedenen Standorten.
Die Liegenschaften werden nach dem Prinzip der Risikostreuung ausgewählt. Ein offener Immobilienfonds muss mindestens zehn verschiedene Objekte besitzen. Zum Zeitpunkt des Erwerbs darf kein Objekt mehr als 15 % des Fondsvermögens betragen. Es dürfen höchstens 20 % in Grundstücke im Zustand der Bebauung, 30 % in Gebäude in Ländern mit Fremdwährungen ohne Absicherung des Währungsrisikos und 20 % in Beteiligungen an Immobiliengesellschaften investiert werden. Bis zu 49 % des Fondsvermögens dürfen für Beteiligungen an Immobiliengesellschaften, an denen das Fondsmanagement eine Kapitalmehrheit besitzt, verwendet werden.
Zu den prominenten Gebäuden im Besitz offener Immobilienfonds zählen das Chilehaus und der ABC-Bogen in Hamburg, die Potsdamer Platz Arkaden in Berlin, die Polygon-City in Ratingen, das Le Centorial und das La Defense Espace 21 in Paris, das Haagse-Poort-Gebäude in Den Haag, das Almada-Forum in Lissabon, das Radisson-SAS-Hotel in Brüssel, das Bürogebäude 444 North Michigan Avenue an der Magnificent Mile in Chicago, das Bürogebäude 140 Broadway in New York City und das Platinum in Shanghai.
Ihr Wert wird nicht nach Marktpreisen ermittelt. Unabhängige Sachverständige schätzen den Verkehrswert ein. Er richtet sich nach dem Ertragswert entsprechend der deutschen Wertermittlungsverordnung. Alle den Wert beeinflussenden wirtschaftlichen und rechtlichen Aspekte, u. a. Marktkonformität und Nachhaltigkeit der Mieten, werden dabei einbezogen. Bei der Einschätzung haben die Gutachter einen gewissen Spielraum.
Um liquide zu sein, sind die Fonds verpflichtet, zwischen 5 % und 49 % Zinspapiere oder ähnliche schnell verfügbare Anlagen zu halten. Kredite dürfen jedoch nur für bis zu 50 % des Immobilienbestands des Fonds aufgenommen werden.

### Anteilscheine
Anteile am Fondsvermögen werden nach § 33 des deutschen Investmentgesetzes in Form von Anteilscheinen verbrieft. Diese Anteilscheine können vom Publikum erworben werden. Die Anzahl der Anteilscheine kann entsprechend der Nachfrage gesteigert werden. Einzelne Fonds haben mehr als 20 Millionen Anteilscheine im Umlauf.
Sie sind übertragbar und müssen auf Wunsch des Besitzers von der Kapitalanlagegesellschaft zurückgenommen werden. Die Gesellschaft kann allerdings in den Vertragsbedingungen die Aussetzung der Anteilsrücknahme unter bestimmten Bedingungen vorsehen. Zudem kann die BaFin zum Schutz der Anteilseigner die Aussetzung der Anteilsrücknahme anordnen. Die Rücknahmepreise werden von der Kapitalanlagegesellschaft oder einer Depotbank errechnet und börsentäglich veröffentlicht. Dabei wird das Nettofondsvermögen durch die Anzahl der ausgegebenen Anteile dividiert. Das Nettofondsvermögen setzt sich aus dem gutachterlich ermittelten Verkehrswert der vom Fonds erworbenen Immobilien und der Liquidität, abzüglich aller Verbindlichkeiten und Rückstellungen, zusammen.

### Ausschüttung
Die Mieteinnahmen und andere Erträge werden nach Abzug von Zins- und Tilgungsleistungen, der Verwaltungs-, Instandhaltungs- und Bewirtschaftungskosten sowie der Absetzung für Abnutzung einmal jährlich an die Inhaber der Anteilscheine ausgeschüttet.
Thesaurierende Immobilienfonds investieren dagegen Mieteinnahmen und andere Erträge automatisch in neue Liegenschaften. Die Investitionen nutzen den Anteilseignern ebenfalls, denn sie steigern den Wert der Anteilscheine.

### Wertentwicklung
Die Wertentwicklung offener Immobilienfonds wird von der jährlichen Ausschüttung und der Wertentwicklung der Anteilscheine bestimmt. Zwischen 1975 und 2003 bewegte sich die jährliche Wertentwicklung offener Immobilienfonds nach Berechnungen des BVI Bundesverbandes Investment und Asset Management zwischen +5,6 % und +3,3 %. Einen Höhepunkt erreichte sie 1992 mit 9,4 %.
Im Jahr 2006 erwirtschaftete erstmals ein offener Immobilienfonds Verluste.

### Fondsmanagement
Um die Verwaltung eines Fonds kümmert sich treuhänderisch die Kapitalverwaltungsgesellschaft (KVG). Dabei wird unter Verwaltung die Vermögensverwaltung verstanden, nicht die Bewirtschaftung der Gebäude. Für ihre Tätigkeit berechnet sie dem Anleger Gebühren, u. a. einen einmaligen Ausgabeaufschlag von 5 % bis 5,5 %.
Die KVG muss in Deutschland die Rechtsform einer Aktiengesellschaft oder einer GmbH oder einer GmbH & Co. KG (Kapitalgesellschaft) haben und über ein ausreichendes Eigenkapital verfügen. Will sie einen Fonds auflegen, muss sie 125.000 oder 300.000 € Anfangskapital besitzen. Das Geld muss vollständig eingezahlt sein. Übersteigt das Fondsvermögen 250 Mio. €, muss die KVG weitere Eigenmittel in Höhe von mindestens 0,02 % der den Betrag übersteigenden Summe aufbringen.

### Eingeschränkter Anlegerschutz
Auch wenn Offene Immobilienfonds reguliert sind, bieten sie Privatanlegern nur eingeschränkten Schutz. Insbesondere besteht das Risiko, dass die Fondsgesellschaft offene Immobilienfonds schließt, wenn die Anleger sehr viel Kapital gleichzeitig ausgezahlt bekommen möchten. Verkäufe von Immobilien, die die Fondsgesellschaften in solchen Fällen unter Zeitdruck durchführen müssen, führten in der Vergangenheit zu erheblichen Verlusten für die Anleger (siehe auch Abschnitt „Geschichte“).

## Geschichte
Offene Immobilienfonds wurden 1938 erstmals in der Schweiz aufgelegt. 1959 legten die Bayerische Hypotheken- und Wechsel-Bank sowie die Bayerische Vereinsbank einen ersten Fonds dieses Typs in Deutschland auf. Nach der Einführung eines gesicherten rechtlichen Rahmens 1969 wuchs die Beliebtheit der offenen Immobilienfonds. Zwischen 1972 und 2006 stieg ihre Anzahl in Deutschland von acht auf 31. Es gibt den Fondstyp inzwischen auch in Spanien, Österreich (seit 2004) und Frankreich (seit 2006, Organisme de placement collectif dans l’immobilier – OPCI).

### Fondskrise 2004
Offene Immobilienfonds galten lange Zeit als regelrechter Gewinngarant. Zwischen Januar 2000 und Juli 2003 legten ihre Kurse in Deutschland um bis zu 4,8 % jährlich zu, das Mittelfeld kam auf durchschnittlich knapp 4 % jährlich. Kein einziger Fonds meldete Verluste. Als besonders sicher galten Fonds mit langfristigen Mietverträgen. Wenn ihre Restlaufzeit zehn oder 20 Jahre betrug, war eine Wertberichtigung der Zertifikate unwahrscheinlich und die Investoren waren vom Auf und Ab am Immobilienmarkt geschützt.
Seit Anfang 2004 gerieten die auf deutsche Immobilien konzentrierten offenen Fonds zunehmend in Schwierigkeiten, weil viele Bürogebäude mit stagnierenden und fallenden Mieten kämpften oder kaum vermietbar waren. Die Ausschüttungen der betroffenen Fonds verringerten sich. Aus Angst vor einer Abwertung des Verkehrswerts wurden oft mehr Immobilienzertifikate zurückgegeben als liquide Mittel bei den Kapitalanlagegesellschaften vorhanden waren.
Davon nicht betroffen waren zunächst offene Immobilienfonds, die vor allem auf den Erwerb von Liegenschaften in ausländischen Wachstumsmärkten setzten. Sie konnten zur gleichen Zeit Mittelzuflüsse verbuchen.

### Entwicklung in der Finanzkrise seit 2008
Im Januar 2009 hatte eine Reihe offener Immobilienfonds die Rücknahme von Fondsanteilen für (vorerst) teilweise bis zu zwölf Monate ausgesetzt. Dies geschehe zum Schutz der Anleger, da zur Erfüllung der Rückgabewünsche Vermögenswerte unter dem Einfluss der Finanzkrise nur mit erheblichen Abschlägen liquidierbar seien.
Der von Morgan Stanley Real Estate Investment GmbH verwaltete offene Immobilienfonds Morgan Stanley P2 Value hat am 23. Juli 2009 nach einer vollständigen Neubewertung der Fondsimmobilien durch den Sachverständigenausschuss den Anteilspreis um zirka 13,9 % abgewertet. Diese Abwertung ging über die für offene Immobilienfonds bislang typischen moderaten Wertänderungen der Anteilspreise deutlich hinaus. Die Rücknahme von Fondsanteilen des Morgan Stanley P2 Value wurde Ende Oktober 2008 anfänglich für sechs, später jedoch für zwölf Monate ausgesetzt. Die Ausgabe von Fondsanteilen war zwischen dem 13. und dem 23. Juli 2009 ebenfalls ausgesetzt. Am 29. Oktober 2009 wurde die Anteilrücknahme um weitere zwölf Monate ausgesetzt. In der Folge wurde der Fonds am 22. Juli, am 24. September und am 13. Oktober 2010 weiter abgewertet. Am 26. Oktober 2010 entschied die Morgan Stanley Real Estate Investment GmbH schließlich, den Fonds aufzulösen und auszuzahlen. Die Auflösungsperiode wurde auf drei Jahre bis zum 30. September 2013 festgelegt.
Der DEGI International Fonds der Aberdeen Asset Management hatte am 30. Januar 2009 wieder Anteile an- und verkauft. Nachdem Anleger zwischen Juni und September 2009 alleine rund 250 Mio. Euro abgezogen hatten, schloss der Fonds am 17. November 2009 erneut. Der Degi Europa Fonds blieb geschlossen.
Aberdeen Asset Management wertete am 9. Februar 2010 den offenen Immobilienfonds Degi Global Business um 21,6 % ab. Das ist die stärkste Abwertung eines offenen Immobilienfonds in der Geschichte.
Die Commerz Real, Tochtergesellschaft der Commerzbank, gab am 24. März 2010 die Fusion der Fonds hausInvest global und hausInvest europa zum 30. September 2010 bekannt (neuer Fondsname hausInvest). Die HypoVereinsbank-Tochter iii legte die Fonds Inter Immoprofil und Euro Immoprofil zusammen.
Am 6. Mai 2010 kam es erneut zu Aussetzungen der Anteilsrücknahme bei offenen Immobilienfonds. Nachdem zwischenzeitlich wieder Rückgaben von Fondsanteilen durch Anleger möglich waren, wurden der KanAm Grundinvest und der SEB ImmoInvest zum zweiten Mal geschlossen. Als Begründung wurde angeführt, dass der vom Bundesministerium der Finanzen vorgelegte Diskussionsentwurf zum geplanten Gesetz zur Stärkung des Anlegerschutzes und Verbesserung der Funktionsfähigkeit des Kapitalmarkts, insbesondere zur Neuregelung Offener Immobilienfonds, zu einer massiven Verunsicherung von Anlegern geführt hat. Zum Schutz der Anleger würden daher die aktuell deutlich gestiegenen Rücknahmeverlangen von Fondsanteilen vorübergehend nicht mehr ausgeführt.
Insgesamt verloren Anleger 8,3 Milliarden Euro in der Immobilienkrise des Jahres 2008, da insgesamt 17 offene Immobilienfonds zwangsweise ihre Objekte verkaufen mussten. Diese offenen Immobilienfonds waren nicht mehr in der Lage, ihre verkaufswilligen Anteilseigner auszuzahlen und mussten daher ihre Immobilien unter Zeitdruck verkaufen. Dies zeigt ein wesentliches Risiko, das für Anleger bei einer Investition in offene Immobilienfonds besteht.

## Gesetzliche Rahmenbedingungen
- Investmentgesetz (Deutschland), Anlegerschutzverbesserungsgesetz (seit 1. Januar 2004)
- Verkaufsprospektgesetz (bis 31. Mai 2012)
- Vermögensanlagengesetz (seit 1. Juni 2012 auch Graumarktgesetz)
- Kapitalanlagegesetzbuch (seit 2013)

Die gesetzlichen Rahmenbedingungen in Deutschland wurden zum 1. Januar 2004 neu geregelt, das bis dahin geltende Gesetz über Kapitalanlagegesellschaften (KAGG) und das Auslandsinvestmentgesetz wurden zum Investmentgesetz (InvG) zusammengefasst. Danach haben die Anlagegesellschaften die dem Schutz des Anlegers und seiner Investition dienenden Vorschriften bei der Anlagepolitik, der Darstellung des Fondsvermögens und der Veröffentlichungspflicht zu beachten. Sie werden dabei von der Depotbank und einem unabhängigen Gutachterausschuss kontrolliert.
Eine Kapitalanlagegesellschaft gilt als eine Art Spezialkreditinstitute und wird von der deutschen Bundesanstalt für Finanzdienstleistungsaufsicht (BaFin) kontrolliert. Die Einstufung als Kreditinstitut wurde durch das Investmentänderungsgesetz zum 1. Januar 2008 aufgehoben.
Die steuerlichen Rahmenbedingungen ergeben sich aus dem Investmentsteuergesetz (InvStG).

### Rücknahme von Anteilen
Auf Grund der in der Vergangenheit aufgetretenen Liquiditätsprobleme wurden die Regeln, nach denen Anleger ihre Anteile zurückgeben können, nach und nach verschärft. Für Käufe seit dem 22. Juli 2013 gelten die folgenden Regeln:
- Anteilrückgaben sind bei Immobilien-Sondervermögen erst nach Ablauf einer Mindesthaltefrist von 24 Monaten möglich.
- Anteilrückgaben sind unter Einhaltung einer Rückgabefrist von zwölf Monaten durch eine unwiderrufliche Rückgabeerklärung gegenüber der Kapitalanlagegesellschaft zu erklären.
- Die Frist zur Rücknahmeaussetzung bei fehlender Liquidität des Fonds beträgt 36 Monate. Reicht diese Frist nicht, erlischt das Recht der Kapitalanlagegesellschaft, den Fonds zu verwalten.

Altregelungen: Anteilskäufe vor dem 1. Januar 2013 bleiben hiervon unberührt (Bestandsschutz; weiterhin unbeschränkte Rückgabe möglich), für Erwerbe vor dem 22. Juli 2013 gilt ein kalender-halbjährlicher Freibetrag von 30.000 €.

### Steuerliche Behandlung der Fonds
Das Immobilien-Sondervermögen des Fonds besitzt zivilrechtlich zwar keine Rechtsfähigkeit, bildet im Steuerrecht allerdings ein eigenes Steuersubjekt. Aus dem Grundgedanken der Besteuerung der Erträge beim Anteilseigner folgt jedoch eine Steuerbefreiung von der Körperschaft- und Gewerbesteuer.

### Laufende Besteuerung der Anteilseigner
Für die Besteuerung beim Anteilseigner gilt das Transparenzprinzip, nach dem der Anteilseigner die Erträge im Ergebnis so versteuert, als hätte er eine Direktanlage getätigt. Demzufolge sind die Einkünfte unabhängig davon zu versteuern, ob diese ausgeschüttet oder thesauriert werden.
Gehören die Anteile am Fonds zum steuerlichen Privatvermögen, so erzielt der Anteilseigner Einkünfte aus Kapitalvermögen, die bis zum Jahr 2008 der Kapitalertragsteuer und ab 2009 der Abgeltungsteuer unterliegen. Gehören die Anteile dagegen zum steuerlichen Betriebsvermögen, so liegen Betriebseinnahmen vor und die Einkunftsart richtet sich nach der Einkunftsart des Betriebes, zu dem die Anteile gehören.
In welcher Höhe die Erträge des Sondervermögens beim Anteilseigner zu besteuern sind, ergibt sich aus den von der Kapitalanlagegesellschaft jährlich im Bundesanzeiger zu veröffentlichenden Besteuerungsgrundlagen.

### Besteuerung der Anteilsveräußerung
Die Veräußerung von Anteilen an Offenen Immobilienfonds stellte bis 2008 ein Privates Veräußerungsgeschäft dar. Damit gilt für die Anteile, die bis zum 31. Dezember 2008 angeschafft wurden, die einjährige Behaltefrist. Ist diese erfüllt, unterliegen Gewinne aus der Anteilsveräußerung nicht der Besteuerung.
Gewinne aus der Veräußerung von ab dem 1. Januar 2009 erworbenen Anteilen sind grundsätzlich steuerpflichtig und unterliegen der Abgeltungsteuer. Soweit allerdings der Veräußerungsgewinn auf die Wertsteigerung von Auslandsimmobilien des Investmentfonds zurückzuführen ist, ist der Veräußerungsgewinn steuerfrei (sog. Immobiliengewinn).